# Улан-Эргинское водохранилище
Улан-Эргинское водохранилище — водохранилище на реке Элиста в Целинном и Яшкульском районах Калмыкии. Одно из крупнейших водохранилищ Калмыкии. Высота над уровнем моря — 26,7 м.
Создано в результате сооружения в нижнем течении реки Элиста земляной плотины длиной 412 м и шириной 3 метра. С юга и севера ограничено восточными отрогами Ергенинской возвышенности. Плотина водохранилища расположена в 3 км к западу от посёлка Улан-Эрге, у посёлка Кёк-Нур. Максимальная глубина водоёма — 5 м, объём — 40 млн м³.

## Экологическая ситуация
Вода в водохранилище сильно загрязнена. Водохранилище выступает конечным отстойником сточных вод Элисты. По данным за 2008 год в Улан-Эргинском водохранилище многократно превышены предельно допустимые концентрации сульфатов (превышение ПДК в 33 раза), хлоридов (в 8,3 раза), аммония (в 2 раза), присутствует сероводород (0,09 мг/дм³).